# کمپسویل، ایلینوی
کمپسویل (به انگلیسی: Kampsville) یک روستا در ایالات متحده آمریکا است که در ایلینوی قرار دارد. کمپسویل ۳٫۲۱ کیلومتر مربع مساحت و ۳۲۸ نفر جمعیت دارد.